# 1178 w polityce
Wydarzenia polityczne w 1178 roku.

## Wydarzenia
- Początek wojny domowej w Niemczech między Henrykiem Lwem a Fryderykiem Rudobrodym (do 1180)[1].

## Zmarli
- 18 stycznia Guglielmo Matengo, włoski kardynał[2].